# Valleyfield
Im Zweiten Weltkrieg war die HMCS Valleyfield (K329) eine der über 60 Fregatten der River-Klasse der Royal Canadian Navy (RCN). Sie diente in der Konvoisicherung auf dem Nordatlantik und wurde im Mai 1944 torpediert und als einzige kanadische Fregatte  auf See versenkt; 120 Mann starben im Atlantik, fünf weitere noch nach der Rettung aus dem Meer. Das Schiff wurde mit der Battle Honour Atlantic 1944 ausgezeichnet. 

Benannt wurde die Fregatte nach dem Ort Salaberry-de-Valleyfield in Quebec.

## Geschichte derValleyfield
Von Beginn an sollte ein Teil der neu konstruierten „Zwei-Schrauben-Korvetten“ der River-Klasse auch in Kanada gebaut werden, wo auch schon Schiffe der zuvor gebauten Korvetten der Flower-Klasse entstanden waren.  Anfangs wurden die neuen Einheiten als „Zwei-Schrauben-Korvetten“ bezeichnet, es setzte sich dann aber die vom Befehlshaber der Royal Canadian Navy, Vizeadmiral Percy Nelles (1892–1951), vorgeschlagene Bezeichnung „Fregatte“ durch. Im Oktober 1941 bestellte Kanada erstmals 33 „Fregatten“ im eigenen Land. Da der neue Typ größer war als die vorangehenden Flower-Korvetten, konnte er nicht die Schleusen des  Lachine-Kanal passieren. Dadurch fielen die Werften an den Great Lakes für den Bau der Fregatten aus. Nur auf Werften an der Westküste und am Sankt-Lorenz-Strom unterhalb von Montreal konnten die River-Fregatten gebaut werden. Kanada bestellte für seine Marine über 80 Fregatten der River-Klasse, von denen 60 fertiggestellt wurden.

Die Aufträge für über 20 weitere Einheiten wurden 1944 storniert, nachdem 1943 in einem Abkommen zwischen der Royal Navy (RN) und der RCN eine neue Abgrenzungen der Aufgaben der beiden Marinen beschlossen war. Die kanadische Marine sollte zur drittgrößten Flotte der Welt mit Einheiten in allen Schiffsklassen ausgebaut werden. Auf dieser Basis lieferte die RN weitere Schiffe zu einem harmonischen weiteren kanadischen Flottenausbau, darunter 1944 auch sieben zusätzliche River-Fregatten und drei Fregatten der nachfolgenden Loch-Klasse.
 Obwohl die Fregatten in Kanada nach kleineren Städten benannt wurden, behielt auch Kanada die Bezeichnung River-Klasse bei.

Parallel vergab die Royal Navy einen Aufträge über zehn Fregatten der River-Klasse an Canadian Vickers. Diesen Auftrag übernahm 1942 die US Navy. Aber nur zwei dieser Schiffe gelangten tatsächlich in den Dienst der US Navy (siehe → Asheville-Klasse).
Die Aufträge für die anderen acht Schiffe wurden per Lend-Lease an die Royal Navy abgegeben.

### Ausrüstung derValleyfield
Die Valleyfield war eine der 33 „Fregatten“ der ersten Bestellung der kanadischen Marine. Die Kiellegung der Fregatte mit der BauNr. 28 erfolgte am 30. November 1942 als vierte River-Fregatte der Werft Morton Engineering and Dry Dock Co. in Quebec City. Die Fregatte lief dort am 17. Juli 1943 vom Stapel und wurde von der Royal Canadian Navy am 7. Dezember 1943 in Quebec City übernommen.

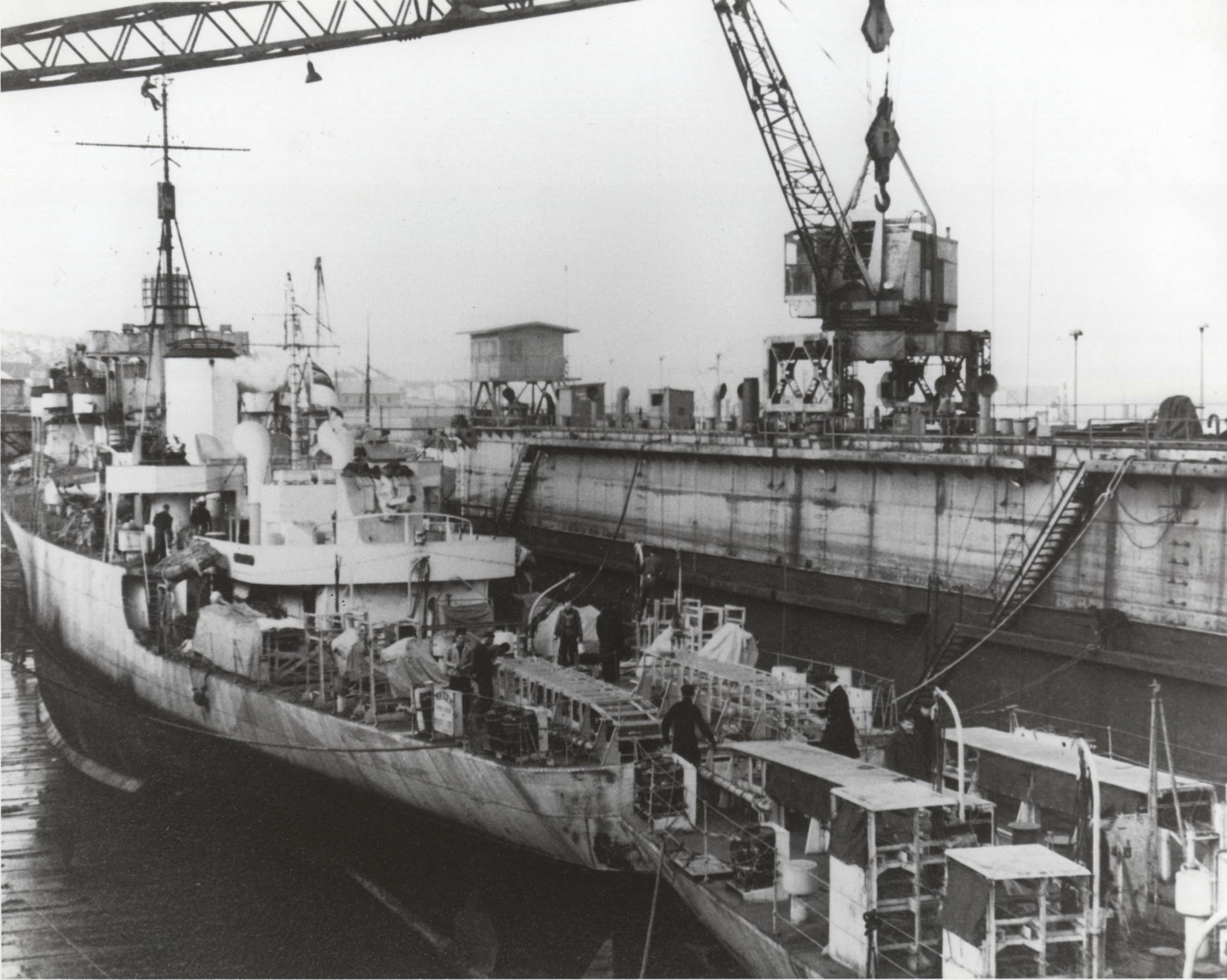
Valleyfield im Hafen

Die Valleyfield entsprach der weitgehend der Standardausführung der Fregatten der River-Klasse. Größter Unterschied der kanadischen Bauten zu denen britischer Werften war die Ausrüstung mit in Kanada gebauten Waffen und Geräten. Anders als geplant, standen aber nicht alle Waffen schon bei der Fertigstellung der ersten kanadischen Fregatten zur Verfügung. Wesentlicher Unterschied der kanadischen Einheiten sollte die Ausrüstung mit einem 4-inch-Zwillingsgeschütz vor dem Deckshaus sein, das aber bei der Fertigstellung der ersten 15 Fregatten in Kanada noch nicht zur Verfügung stand, so dass die ersten für die Royal Canadian Navy fertiggestellten Schiffe ohne diese Verbesserung in Dienst kamen.
Die ersten Schiffe erhielten daher auf dieser Position vorläufig nur ein 4-inch-Einzelgeschütz und nach Planung eine 12-pounder-Flak auf der hinteren Geschützposition. Valleyfield ging als einzige kanadische Fregatte schon mit dieser Ausrüstung verloren, während alle anderen kanadischen Fregatten nachgerüstet wurden. Zur Bekämpfung getauchter U-Boote wurden alle kanadischen Schiffe mit einem Hedgehog-Salvenwerfer und für Wasserbomben mit zwei Abwurfschienen am Heck und vier seitlichen Werfern ausgerüstet.
Die kanadischen River-Fregatten waren neben dem normalen ASDIC mit einem Sonar vom Typ 147B, genannt Sword, ausgerüstet, mit dem man ein U-Boot auch nach dem Abschuss eigener Waffen verfolgen konnte.

## Kriegseinsätze
Nach ersten Übungen in St. Margaret’s Bay, verlegte die Valleyfield nach Bermuda, um von dort die weitere Ausbildung der Besatzung durchzuführen. Im Februar 1944 kehrte die Fregatte nach Kanada zurück und wurde der Escort Group C-1 der Mid-Ocean Escort Force zugeteilt. Dazu sollte die Fregatte über den Atlantik ins Vereinigte Königreich verlegen. Dabei begleitete sie anfangs den Schleppzug mit dem Rettungsschiff Dundee nach Horta auf der Azoren-Insel Fayal. Von dort sicherte die Valleyfield den Schleppzug mit dem kanadischen Minensucher Mulgrave der Bangor-Klasse zum Vereinigten Königreich. Von dort machte die Valleyfield eine Rundreise als Konvoi-Sicherung.

### Untergang derValleyfield

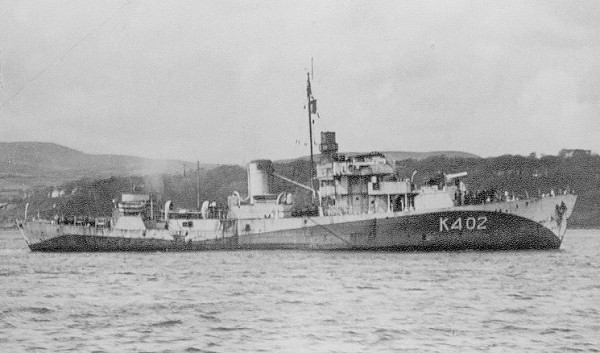
Die Korvette Giffard rettete die Überlebenden

Nachdem die Escort Group C-1 den Marsch des Konvois ONM 234 nach St. John’s (Neufundland) gesichert hatte, liefen die Sicherungsschiffe des Konvois zurück zu ihren Einsatzhäfen, als sie am Morgen des 7. Mai 1944 von U 548 angegriffen wurden. Das U-Boot feuerte zwei akustisch gesteuerte Zaunkönig-Torpedos auf fünf der zurücklaufenden Sicherungsfahrzeuge. Einer der Torpedos traf die Valleyfield auf Höhe des Kesselraums auf der Backbordseite, der die Fregatte in zwei Teile zerriss. Sie sank in knapp vier Minuten etwa 50 Seemeilen südlich von Cape Race auf 46° 3′ N, 52° 24′ W. Auf der Fregatte starben der Befehlshaber der EG, der erste Offizier, 10 weitere Offiziere und 111 weitere Besatzungsangehörige sowie zwei militärische Passagiere. Da die Fregatte hinter den vier Korvetten lief, erkannten diese nicht sofort die Versenkung der Valleyfield. Valleyfield und die EG C-1 liefen schon geraume zeit nicht mehr im Zick Zack-Kurs und erleichterten so den Angriff des U-Boots. Schließlich drehte die Korvette Giffard bei, um nach Überlebenden der Fregatte zu suchen, während die Korvetten Edmundston, Frontenac und Halifax vergeblich versuchten, den Angreifer zu stellen. Giffard konnte noch 43 Überlebende retten, von denen jedoch noch fünf an Bord der Korvette starben, so dass nur zwei Offiziere und 36 weitere Besatzungsmitglieder die Versenkung überlebten. Die zögerliche Aktion der Giffard zur Rettung Überlebender wurde kritisiert, entsprach aber den geltenden Befehlen.